# Mirovice
Mirovice är en stad i Tjeckien.   Den ligger i regionen Södra Böhmen, i den centrala delen av landet, 70 km söder om huvudstaden Prag. Mirovice ligger 441 meter över havet och antalet invånare är 1 658.
Terrängen runt Mirovice är platt.Runt Mirovice är det ganska glesbefolkat, med 34 invånare per kvadratkilometer. Närmaste större samhälle är Příbram, 19,4 km norr om Mirovice. Trakten runt Mirovice består till största delen av jordbruksmark.